# Dounreay Nuclear Power Development Establishment
Dounreay Nuclear Power Development Establishment – nieczynny ośrodek badań jądrowych koło szkockiego miasta Thurso, w hrabstwie Caithnness. Utworzony w 1955 na potrzeby United Kingdom Atomic Energy Authority (UKAEA) w celu badań nad reaktorami powielającymi. Stanowił także eksperymentalną elektrownię jądrową.
Zlokalizowane były tam dwa reaktory prędkie i jeden termiczny, a także linie do przetwarzania paliwa jądrowego. Pierwszy z reaktorów otoczony był 42 metrowej średnicy stalową kopułą (wyprodukowaną przez Motherwell Bridge Company), nadal stanowiącą część krajobrazu okolicy. 
Od 1 kwietnia 2005 ośrodek jest własnością brytyjskiej państwowej agencji Nuclear Decommissioning Authority (NDA), a UKAEA pozostaje operatorem placówki. Trwają tam prace demontażowe infrastruktury, które wycenione zostały na 2,9 miliarda GBP. Do 2036 ośrodek ma podlegać kontroli i nadzorowi. Po 2036 teren ma zostać odłogiem.

## Reaktory
- Dounreay Fast Reactor (DFR)

Drugi uruchomiony reaktor ośrodka (a pierwszy, którego budowę rozpoczęto). Budowa kosztowała ok. 15 milionów GBP. Stanowił reaktor powielający chłodzony potaskiem sodu, z 24 pętlami obiegu pętlowego. Paliwem był metaliczny uran stabilizowany molibdenem, w koszulce niobowej. Później również stosowano tlenek uranu.
- Dounreay Materials Test Reactor (DMTR)

Pierwszy reaktor w ośrodku, który osiągnął stan krytyczny. Budowę rozpoczęto 1 marca 1955, a stan krytyczny osiągnął w maju 1958. Prowadzono na nim badania dotyczące wpływu promieniowania neutronów na elementy konstrukcyjne rdzeni reaktorów jądrowych. Reaktor został wyłączony w 1969, a badania przeniesiono do Harwell Laboratory. Reaktor miał moc elektryczną netto 11 MW.
- Prototype Fast Reactor (PFR)

Trzeci reaktor w ośrodku DNPDE. Rozpoczął pracę komercyjną 1 lipca 1976. Był to również reaktor prędki, typu basenowego, chłodzony ciekłym sodem, z paliwem MOX. Jego wyłączenie w 1994 zakończyło działalność ośrodka jako wytwórcy energii elektrycznej. Urządzenia kontrolne reaktora zostaną wystawione jako eksponat w London Science Museum w roku 2016
| Nr bloku                 | Blok 1                                 | Blok 2                                 |
| ------------------------ | -------------------------------------- | -------------------------------------- |
| Typ                      | FBR                                    | FBR                                    |
| Model                    | DFR                                    | PFR                                    |
| Status                   | Zdemontowany                           | W trakcie demontażu                    |
| Dostawca                 |                                        | United Kingdom Atomic Energy Authority |
| Właściciel               | United Kingdom Atomic Energy Authority | United Kingdom Atomic Energy Authority |
| Operator                 | United Kingdom Atomic Energy Authority | United Kingdom Atomic Energy Authority |
| Data rozpoczęcia budowy  | 1 marca 1955                           | 1 stycznia 1966                        |
| Data osiąg. stanu kryt.  | 14 listopada 1959                      | 1 marca 1974                           |
| Data włączenia do sieci  | 1 października 1962                    | 10 stycznia 1975                       |
| Data trwałego wyłączenia | 1 marca 1977                           | 31 marca 1994                          |
| Moc elektryczna netto    | 11 MW                                  | 234 MW                                 |
| Moc elektryczna brutto   | 15 MW                                  | 250 MW                                 |
| Moc termiczna            | 60 MW                                  | 600 MW                                 |
| Współczynnik wydajności  | 29 %                                   | 26,9 %                                 |